# Борман Григорій Миколайович
Григорій Миколайович Борман (рос. дореф. Григорій Николаевичъ Борманъ; 1837, Санкт-Петербург — 25 грудня 1918, Харків, УНР) — російський та український підприємець, засновник кондитерської компанії та торгової марки «Жорж Борман», купець 2-ї гільдії, спадковий почесний громадянин.

## Біографія

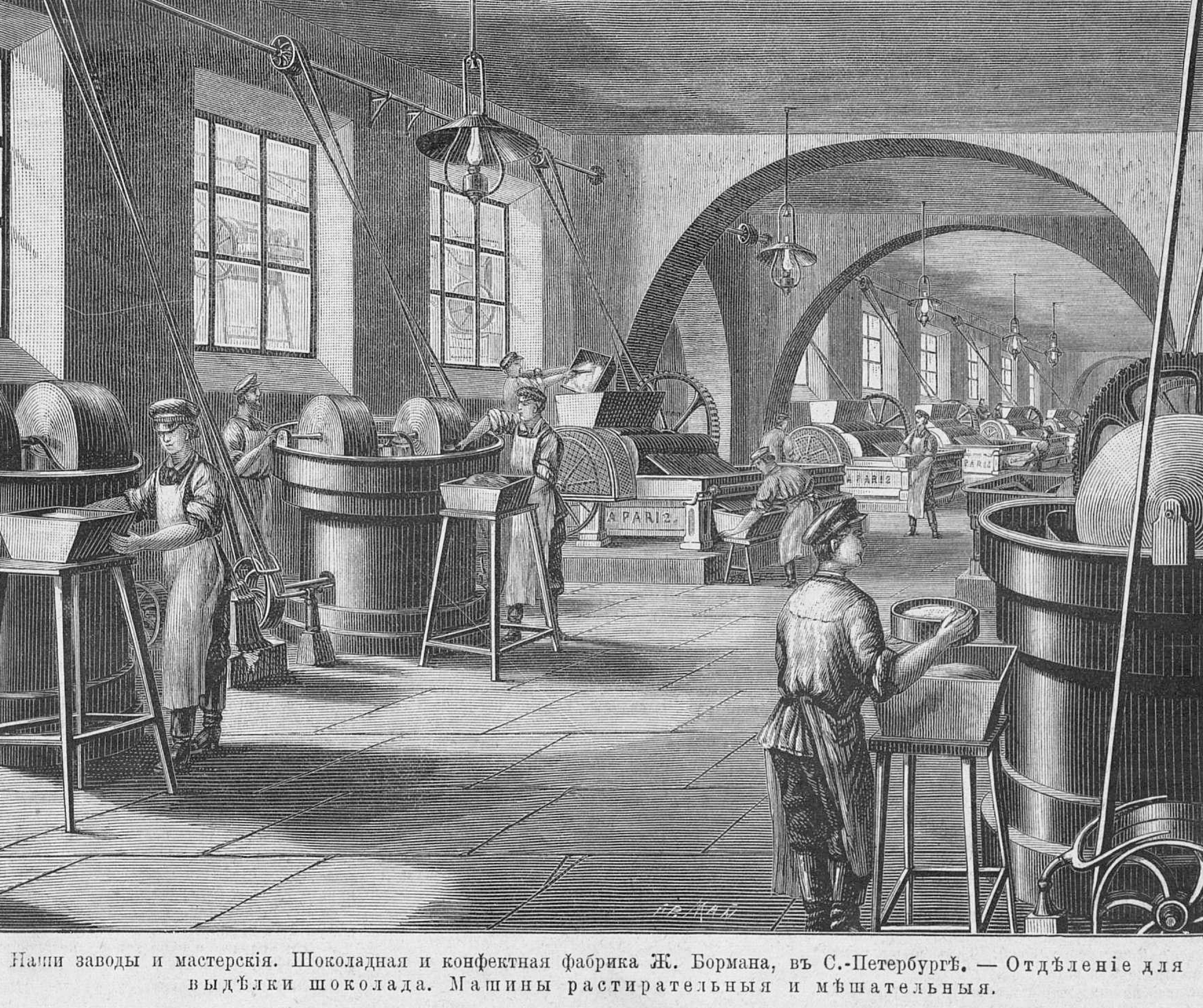
Цех фабрики Бормана. Санкт-Петербург, 1882.

Народився в 1838 в Санкт-Петербурзі в сім'ї зросійщеного німця, відомого фармацевта, купця третьої гільдії Миколи Бормана. Спершу планував продовжити справу батька. Поступив до Медико-хірургічної академії Санкт-Петербурга, але був відрахований після другого курсу через неспроможність оплатити навчання. Потім поступив на природниче відділення фізико-математичного факультету Петербурзького університету, але на четвертому курсі покинув навчання й зосередився на підприємництві.
Ще будучи студентом, Григорій підробляв продавцем у крамниці солодощів на Невському проспекті (будинок № 21). За легендою, власники магазину побачили старанність Григорія, і, будучи людьми бездітними та вже похилого віку, вирішили продати йому свій магазин за символічну суму в 300 карбованців. Крамниця з кустарним шоколадним виробництвом, відкрита німецьким підданим Генріхом Пфейфером у 1862 році, потрапила у власність Григорія Бормана у 1866 році. Вже в 1870 році фірма «Жорж Борман» здобула свою першу нагороду — бронзову медаль на Всеросійській промисловій виставці у Санкт-Петербурзі, що дозволило Борману отримати кредит на будівництво великої фабрики на Англійському проспекті.
У 1869 отримує свідоцтво купця 2-ї гільдії.
У 1872 удостоївся звання Постачальника Двору Його Імператорської Величності, яке надавало право зображувати державний герб на своїй продукції (захисту від контрафакту). Оцінка діяльності фірми на настільки високому рівні сприяла розширенню бізнесу та освоєнню додаткових ринків збуту. У 1876 відкритий перший гуртовий склад виробів кондитерської фабрики в Апраксиному дворі, а через два роки гуртові склади відкрилися в Москві та Нижньому Новгороді.
У 1878 торгова марка «Жорж Борман» на Всесвітній виставці в Парижі отримує першу золоту медаль. У 1895 товари фірми здобули дві золоті медалі на виставці в Парижі. У тому ж році на виставці в Чикаго він отримав почесний диплом із медаллю.
У 1895 вирішив заснувати товариство «Жорж Борман» з основним капіталом у 300 000 карбованців. За два роки до цього в справу вступив його син Георгій Григорович Борман, який у 1899 разом із батьком став директором товариства. У 1912 товариству належало 10 кондитерських крамниць у Санкт-Петербурзі, з них три — на Невському проспекті в будинках 21, 30 і 65.
Помер 25 грудня 1918 у своїй квартирі в Харкові та був похований на Лютеранському кладовищі (нині на його місці кладовище № 2 на вулиці Сковороди, колишній Німецькій).